# Viktoria Sioumar
Viktoria Petrivna Sioumar (en ukrainien : Вікто́рія Петрі́вна Сю́мар), née le 30 novembre 1983, est une journaliste et femme politique ukrainienne qui a travaillé pour Voice of America et la radio publique ukrainienne.

## Biographie
Elle est née à Nikopol, a été étudiante à l'université nationale Taras-Chevtchenko de Kiev et député de la VIIIe et IXe Rada ukrainienne sous l’étiquette Front populaire et Solidarité européenne.
De mars à juin 2014, elle a fait partie du Conseil de défense et de sécurité nationale d'Ukraine et rejoint le parti Volia créé avec Iehor Soboliev, Olga Sytnyk, Serhiy Taran, Iouriy Derevyanko et Serhii Ivanov.